# San Carlo Canavese
San Carlo Canavese é uma comuna italiana da região do Piemonte, província de Turim, com cerca de 3.548 habitantes. Estende-se por uma área de 20 km², tendo uma densidade populacional de 177 hab/km². Faz fronteira com Rocca Canavese, Vauda Canavese, Nole, Front, San Francesco al Campo, Ciriè, San Maurizio Canavese.

## Demografia
| Variação demográfica do município entre 1861 e 2011                               |
|                                                                                   |
| Fonte: Istituto Nazionale di Statistica (ISTAT) - Elaboração gráfica da Wikipedia |